# П'єр Базіль

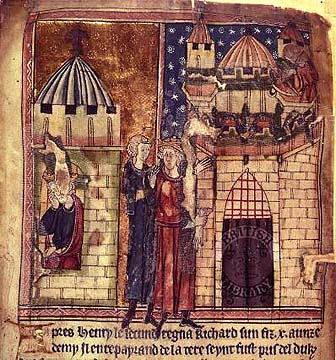
Смерть Річарда Левине Серце

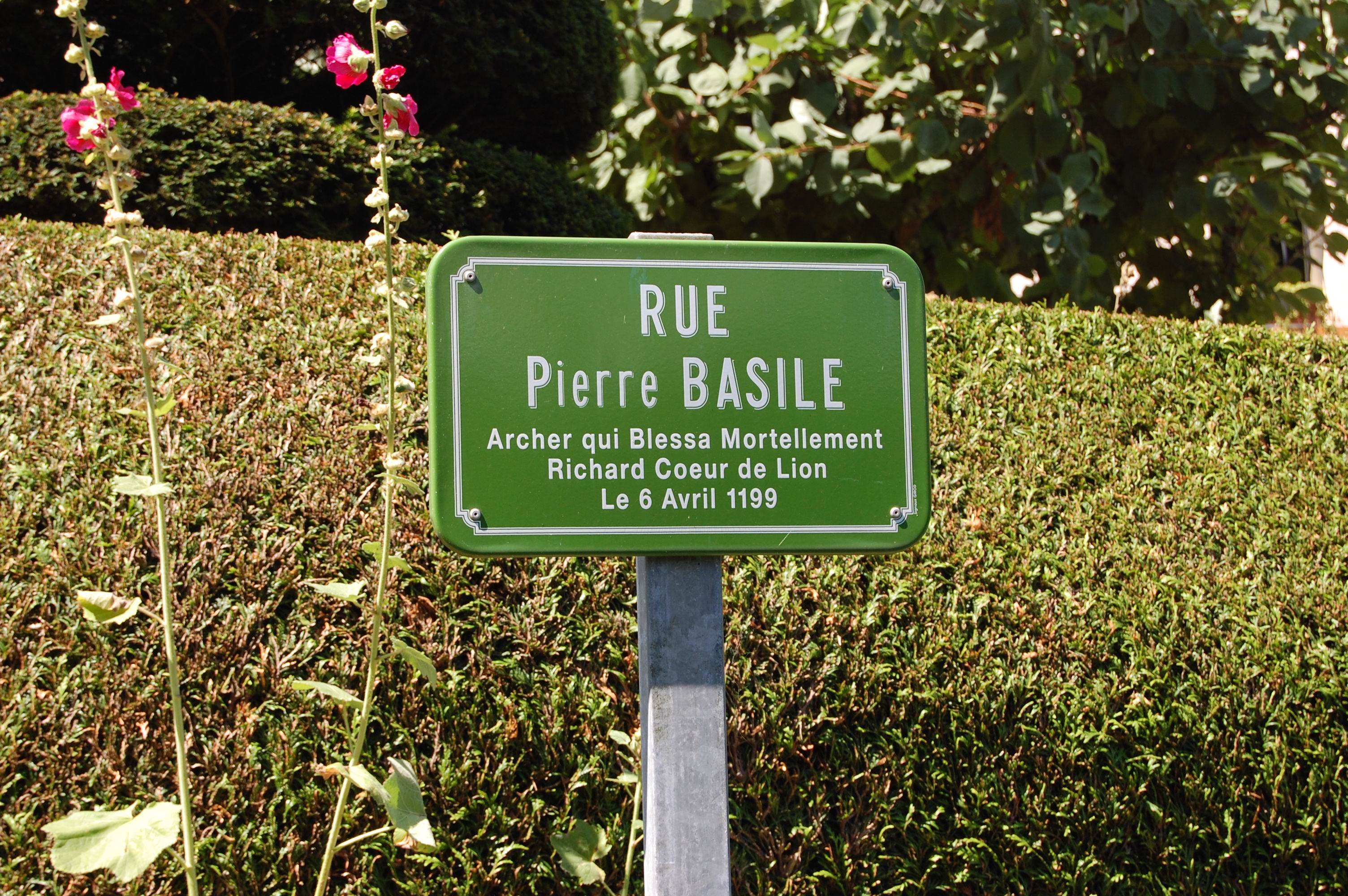
Вулиця П'єра Базіля, що веде від замку до села

П'єр Базіль (фр. Pierre Basile; † 6 квітня 1199 року), також відомий як Бертран де Гудрун і Джон Себроз — французький лицар, який смертельно поранив з арбалета англійського короля Річарда I Левове Серце під час облоги замку Шалю у Франції 26 березня 1199. Річард зняв частину обладунків, що послужило причиною поранення, і, хоча рана не була смертельною, вона стала причиною гангрени, від якої король помер 6 квітня того ж року.
Серед захисників замку було тільки два лицаря, а тому англійці знали кожного з них в обличчя. Замок був погано підготовлений до облоги Річарда, тому Базилю довелося захищати фортецю, одягнувшись в обладунки кустарного виробництва і закриватися щитом, виготовленим з сковороди, що вельми потішило англійців. Можливо, це і стало причиною, по якій Річард не вжив всіх необхідних заходів безпеки того дня.
Як мотив для вбивства короля Базіль називав помсту за його батька і двох братів, які були колись вбиті в бою проти Річарда Левове Серце. Річард простив П'єра й розпорядився звільнити його у разі взяття в полон. Коли король помер, капітан найманців проігнорував його останню волю.
Після взяття замку Шалю з Базиля була здерта шкіра, а потім він був повішений.